# Beror H̱ayil
Beror H̱ayil (hebreiska: ברור חיל) är en ort i Israel.   Den ligger i distriktet Södra distriktet, i den centrala delen av landet. Beror H̱ayil ligger 81 meter över havet och antalet invånare är 462.
Terrängen runt Beror H̱ayil är platt. Runt Beror H̱ayil är det tätbefolkat, med 331 invånare per kvadratkilometer. Närmaste större samhälle är Ashqelon, 14,3 km nordväst om Beror H̱ayil. Trakten runt Beror H̱ayil består till största delen av jordbruksmark.